# Sophronica calceoides
Sophronica calceoides là một loài bọ cánh cứng trong họ Cerambycidae.